# 服部伴蔵門
服部 伴蔵門（はっとり はんぞうもん、2月28日 - ）は、アトゥプロダクション所属のナレーター。神奈川県出身。

## テレビ
ナレーション
- 東京カワイイ★TV（NHK総合）
- 土ようマルシェ（NHK総合）
- 笑・神・降・臨（NHK総合）
- 出社が楽しい経済学 第2シリーズ（NHK総合）
- 社会のトビラ（NHK教育）
- 資格☆はばたく（NHK Eテレ）
- ららら♪クラシック（NHK Eテレ）
- クラシックTV （2021年4月1日 - 、NHK Eテレ）[1]
- news every.（日本テレビ）
- スター☆ドラフト会議（日本テレビ）
- 月刊サッカーアース（日本テレビ）
- 映画天国（日本テレビ）
- 有吉ゼミ （日本テレビ）
- マツコとマツコ （日本テレビ）
- 「ルドルフとイッパイアッテナ」公開記念みどころがイッパイアッテナSP（日本テレビ）
- 「ひるね姫」公開記念～2017年もアニメに注目!ひるね姫の見どころ満載SP（日本テレビ）
- メアリと魔女の花公開直前"メアリの魔法"を解き明かせ!SP（日本テレビ）
- 夜バゲット（日本テレビ）
- 熱血!!ゴルフ女子部（テレビ朝日）
- あらびき団（TBS）
- リンカーン（TBS）
- 2時っチャオ!（TBS）
- 太一×ケンタロウ 男子ごはん→男子ごはん（テレビ東京）
- ポケットモンスター ダイヤモンド&パール（テレビ東京）：スペシャル時などのコーナーナレーション
- ポケットモンスター ベストウイッシュ（テレビ東京）：スペシャル時などのコーナーナレーション
- チャンピオンズ〜達人のワザが世界を救う〜（テレビ東京）
- ソレダメ!〜あなたの常識は非常識!?〜（テレビ東京）
- NARUTO TO BORUTO スペシャル!（テレビ東京）
- 虎ノ門市場（テレビ東京系）
- 情報エンタメLIVE ジャーナる!（フジテレビ・関西テレビ）
- ゴルファーズ・カフェ（CS放送・ゴルフネットワーク）
- 激論!どっちマニア（テレビ朝日）
- 祝祝アニバーサリー（テレビ朝日）
- その話…所説アリ（テレビ東京）
- ワイルドライフ 第323回 (2019年3月25日、NHK BSプレミアム)
- どうぶつピース（テレビ東京）
- バナナマンのせっかくグルメ!!（TBS）
- ローカル路線バスVS鉄道乗り継ぎ対決旅（テレビ東京）
- サンドどっちマンツアーズ（NHK総合）
- NINJA〜忍び者の生きる道〜（三重テレビ）
- 世の中なんでもHOWマッチ いくらかわかる金?（TBS）

### ゲスト出演
- タモリ倶楽部（テレビ朝日）2022年11月4日 - ナレーター基礎講座[2]
- クラシックTV（NHK Eテレ）2025年6月12日 - プロが語る"泣ける音楽"

## CM
ナレーション
- 資生堂・アネッサ
- 三菱UFJ信託銀行
- ポケモンセンター